# Resignation
Resignation è un cortometraggio muto del 1911, prodotto dall'IMP. Il nome del regista non viene riportato nei titoli del film che ha come interprete Charles Arling.

## Produzione
Il film fu prodotto dall'Independent Moving Pictures Co. of America (IMP).

## Distribuzione
Il film uscì nelle sale il 20 aprile 1911, distribuito dalla Motion Picture Distributors and Sales Company. Nelle proiezioni, veniva programmato con il sistema dello split reel, accorpato in un'unica bobina con un altro cortometraggio prodotto dall'IMP, The Hero.